# Falsistrellus
Falsistrellus (Troughton, 1943) è un genere di pipistrelli della famiglia dei Vespertilionidi, comunemente noti come falsi pipistrelli.

## Descrizione

### Dimensioni
Al genere Falsistrellus appartengono pipistrelli di piccole dimensioni, con lunghezza della testa e del corpo tra 43 e 70 mm, la lunghezza dell'avambraccio tra 38 e 54 mm, la lunghezza della coda tra 30 e 53 mm e un peso fino a 26 g.

### Caratteristiche craniche e dentarie
Il cranio presenta una scatola cranica bassa e piatta, mentre il rostro è lungo e sottile. La cresta sagittale è sviluppata, come anche le creste sopra-orbitali. La linea alveolare è convergente. Il palato è più lungo che largo. Gli incisivi superiori esterni sono grandi e con una singola cuspide, mentre la coppia più interna è ridotta. Gli incisivi inferiori sono piccoli. Il premolare superiore anteriore è di proporzioni normali.
Sono caratterizzati dalla seguente formula dentaria:

### Aspetto
La pelliccia è lunga e lanosa. Le parti dorsali variano dal marrone al bruno-nerastro, spesso con le punte dei peli chiare, le quali donano un aspetto generale brizzolato, mentre le parti ventrali sono più chiare. Il muso è corto e largo, con due masse ghiandolari sui lati. Le orecchie sono moderatamente lunghe, larghe e triangolari, mentre il trago è appuntito e curvato in avanti. La coda si estende leggermente oltre l'ampio uropatagio. L'osso penico è allargato all'estremità e attraversato longitudinalmente da un profondo solco sulla superficie ventrale.

## Distribuzione
Il genere è diffuso nell'Ecozona orientale e in Australia.

## Tassonomia
Il genere comprende 5 specie.
- Falsistrellus affinis
- Falsistrellus mackenziei
- Falsistrellus mordax
- Falsistrellus petersi
- Falsistrellus tasmaniensis